# 真夏のスピカ
『真夏のスピカ』（まなつのスピカ）は、小野大輔の2作目のシングル。2008年8月6日にLantisから発売された。

## 概要
- 前作『雨音』から約7か月でのリリース。
- 表題曲「真夏のスピカ」は、テレビ埼玉『アニたま』の9月度エンディングテーマとして使用された。
- 夏をテーマとしたラブソング2曲が収録されている。

## 収録曲
1. 真夏のスピカ [4:18]
作詞・作曲・編曲：渡辺拓也
2. 宙〜そら〜 [4:54]
作詞：小野大輔、作曲・編曲：渡辺拓也
3. 真夏のスピカ（off vocal）
4. 宙〜そら〜（off vocal）

## タイアップ
| 曲名         | タイアップ                                              |
| ------------ | ------------------------------------------------------- |
| 真夏のスピカ | テレビ埼玉『アニたま』エンディングテーマ（2008年9月分） |

## 楽曲の収録アルバム
| 曲名         | 収録アルバム                            |
| ------------ | --------------------------------------- |
| 真夏のスピカ | 『風花』                                |
| 宙〜そら〜   | 『風花』                                |
| 真夏のスピカ | 『Lantis 10th anniversary Best 090926』 |